# Eudes de Penthièvre
Odo de Rennes (em francês Eudes/Éon de Penthièvre; c. 999–1079), Conde de Penthièvre, foi o mais novo dos três filhos de Godofredo I, Duque da Bretanha e Hawise da Normandia, filha de Ricardo I da Normandia. Casou-se com Agnes da Cornualha, filha de Alan Canhiart, Conde da Cornualha, irmã de Hoel II, Duque da Bretanha.